# Marte e Vénus surpreendidos por Vulcano
Marte e Vénus surpreendidos por Vulcano é um óleo sobre tela, datado de cerca de 1555, da autoria do italiano Jacopo Tintoretto. Mede 135 cm de altura e 198 cm de comprimento. Encontra-se na Antiga Pinacoteca de Munique, Alemanha, desde 1925, ano em que foi adquirido.
O amor entre os deuses da mitologia romana Vénus e Marte já haviam sido objecto de estudo de outros autores renascentistas como Botticelli, na sua obra neoplatónica Vénus e Marte. Tintoretto converte este tema numa obra de carácter erótico.
Concretizado mais ou menos a meio da vida do seu autor, o quadro é caracterizado pelo vulgar estilo de Tintoretto, quase imutável durante todo o seu percurso artístico. Tintoretto era notável na concepção de tecidos, dos trajes, e tem a particularidade de retratar sem semelhante - senão os flamengos, em quem se inspirou brevemente - interiores de casas da bela Itália. Dava uma sensação realista, profundamente, combinada com aquelas aspirações maneiristas e até mesmo barrocas. Sim, o Barroco já se fazia sentir e emergia a bom ritmo na arquitectura europeia, aquando da concepção desta tela.
De facto Tintoretto apresentou várias pinturas em que, se não constasse a assinatura do pintor, dir-se-ia, provavelmente, que as telas teriam origem na Flandres e que teriam sido pintadas pelos célebres «Primitivos Flamengos», que, na época, ainda tinham a sua palavra a dizer.

## Descrição
Vénus está deitada e o seu marido, o velho Vulcano, aproxima-se e destapa a sua esposa. Por trás, o Cupido dorme. Marte, reconhecido pela sua indumentária de guerra, esconde-se debaixo da cama e tenta acalmar o cão que se arrisca a expô-lo.